# Clemens Richter
Clemens Richter (* 1952 in Heikendorf) ist ein deutscher Schriftsteller und Künstler.

## Leben
Richter absolvierte eine Seemannsausbildung, wurde Kapitän und Wirtschaftsingenieur und fuhr von 1971 bis in die 1990er Jahre auf Handelsschiffen zur See. Er betrieb Kunststudien in Venedig und Sidney und malte auf Südseereisen Ölbilder. Er baute eine Segelyacht und übersegelte den Ozean. Er wurde Flieger und baute einen leinwandbespannten Doppeldecker.
Richter lebt seit den 1990er Jahren als Schriftsteller und Künstler in Schleswig-Holstein.
Er hat einen Sohn.

## Schriften
- FIRECREST rund Fünen. Verlagshaus Die Barque, Hamburg 1989, ISBN 3-89242-126-9.
- Wetterkunde richtig angewandt. Pietsch Verlag, Stuttgart 1994.
- Hafenmanöver unter Segel und Motor. Pietsch Verlag, Stuttgart 1994.
- Ultraleichtflieger – Die neue Navigation und Wetterkunde. Motorbuch Verlag, Stuttgart 1995, ISBN 3-613-01647-8.
- Langfahrten richtig vorbereitet. Pietsch Verlag, Stuttgart 1995.
- Einfach Segeln. Pietsch Verlag, Stuttgart 1995.
- Die Angelner Dampfeisenbahn. Signet-Verlag, Flensburg 1998.
- FIRECREST auf Atlantikreise. Edition Die Barque im DSV-Verlag, Hamburg 1998, ISBN 3-88412-289-4.
- Die Angelner Kornkreise. Schwochow-Media, Hamburg 1998.
- Im Doppeldecker über Schleswig-Holstein. Edition Die Barque im DSV-Verlag, Hamburg 1999, ISBN 3-88412-311-4.
- Ostseehäfen aus der Luft. DSV-Verlag, Hamburg 1999.
- Bogenschießen – der abendländische Weg. Edition Natur-Life im DSV-Verlag, Hamburg 2000, ISBN 3-88412-346-7.
- Bogenbauen – ein abendländischer Weg. Edition Natur-Life im DSV-Verlag, Hamburg 2004, ISBN 3-88412-412-9.
- Mittelalter leben – heute. Delius Klasing Verlag, Bielefeld, 2006, ISBN 3-88412-444-7.
- FIRECREST rund Fünen. überarbeitete Neuauflage. im Eigenverlag, Böel 2007, ISBN 978-3-940445-12-4.
- Zugvögel nach Süden. BoD-Verlag, Norderstedt, 2008, ISBN 978-3-8391-3101-5.
- Das Geheimnis der Steilküste. Delius-Klasing Verlag, Bielefeld 2008, ISBN 978-3-7688-2483-5.
- Die Erbin der Dunkelgräfin. Salier Verlag, Leipzig und Hildburghausen, 2010, ISBN 978-3-939611-65-3.
- Tango auf Musholm. Eigenverlag, Marienhof, 2011, ISBN 978-3-942594-12-7.
- Nocturno von Kurt Kluge. Neuherausgabe, Salier Verlag, Leipzig und Hildburghausen, 2012.
- Der Pfeil ins Nichts. Firecrest-Produktionen, Marienhof 2015, ISBN 978-3-00-049421-5.
- Dame im Krieg – ein Filmdrehbuch. Firecrest-Produktionen, Marienhof 2015, ISBN 978-3-00-050841-7.

Übertragungen beziehungsweise Neufassungen aus dem Englischen:
- E. C. Abranson u. a.: Segelschiffe der Welt. Reed´s Nautical Books, Hamburg 1992, ISBN 3-89225-314-5.
- Tom Cunliffe: Oldtimersegeln. Pietsch Verlag, Stuttgart 1994, ISBN 3-613-50204-6.

## Kunst
Von den 70er Jahren bis in die 90er Jahre malte Clemens Richter Ölbilder, meist Motive von seinen Reisen.
Seit den 90er Jahren betreibt er experimentelle Fotografie.
Seit 2012 beschickt Richter Ausstellungen. Er war in überregionalen Ausstellungen und in vielen Landesschauen vertreten.